# Рамус Тетяна Олегівна
Тетяна Олегівна Рамус (нар. 17 липня 1980, Київ) — українська модельєрка, журналістка, громадська діячка, продюсерка, видавниця, авторка і ведуча телепроєктів. З 2019 року — Посол Доброї волі Міжнародної громадської організації «Біла Стрічка Україна» та «Біла Стрічка США».

## Життєпис
Народилася в родині фахівця інституту шкіряної промисловості Олега Васильовича Рамус і економістки в сфері легкої промисловості Алли Олександрівни Рамус. Проживала з батьками на масиві Троєщина.
У 1997 році закінчила середню школу, в 2002 закінчила юридичний факультет Київського національного університету імені Тараса Шевченка.
Паралельно з навчанням працювала моделлю в модельних агентствах «Лінія 12» та «Karin Models».
Була обличчям рекламних кампаній Porsche (фірма Winner), Noblesse, Color Me, La Perla.
Навчалася художній майстерності в Україні, США — в освітньому центрі при Музеї сучасного мистецтва в Нью-Йорку, а також в Італії, Греції і Великій Британії.
У 1998 одружилася з Ігорем Вороновим — українським бізнесменом, меценатом, колекціонером творів мистецтва. Виховують доньку Анну Воронову (2003 року народження).

## Творчість
Журналістська діяльність
1999—2001 — ведуча, згодом авторка програми «М-стиль», телеканал «СТБ».
2002—2004 — авторка і ведуча телепроєкту «Nota Bene», телеканал «ТЕТ».
2005 — авторка і ведуча проєкту «Особливий випадок», телеканал «ТОНІС»
2008—2013 — авторка ідеї, ведуча, продюсерка мультимедійного соціально-інформаційного проєкту «Зверни увагу з Тетяною Рамус!» (5 канал / Інтер, радіо «Ера», журнал «Зверни увагу!», інтернет-портал www.ramus.ua).
Регулярно бере участь як запрошена експертка в інтернет-конференціях з актуальних тем в житті України (РБК, for-ua, glavred.info, tochka.net та інші), в дискусійних телешоу на ТРК «Україна», «Інтер», «UA.Перший» («Говорить Україна», «Про життя», «Правдиво-шоу з Євою Бажен»), «112 Україна» («Люди. Hard Talk»).
Видавнича справа
В 2009 заснувала щомісячний тематичний путівник-довідник — журнал «ЗВЕРНИ УВАГУ з Тетяною Рамус!»
Мистецтво, дизайн
У 2012 заснувала бренд ARTRAMUS. У 2015 році, в Базелі (Швейцарія) представила Україну на ярмарку сучасного мистецтва Art Basel серією робіт «Dresses».
Є авторкою ідеї колекції, презентованої учасницями фіналу конкурсу «Міс Всесвіт — 2016» на Філіппінах.
Творча майстерня Тетяни Рамус, яка є одночасно сімейною художньою галереєю, розташована в Києві на Печерську.
Акторка кіно
У 2011 зіграла одну з головних ролей у короткометражному фільмі «Дійові особи» режисерки Тетяни Гончарової.
Акторка театру
Бере участь у виставах проєкту «Театр без акторів» («Стара нова історія», авторка сценарію та режисерка — Наталія Водолазко; Київ, 2016).

## Проєкти

### Проєкти на телебаченні

#### «М-стиль»
Телевізійна кар'єра Тетяни Рамус веде відлік з 1999 року. З 1999 по 2001 рік Рамус — ведуча, а згодом і авторка програми «М-стиль» (телеканал «СТБ»).
Програма досліджувала український стиль життя. Творча група «М-Стилю» відкривала подробиці і надавала глядачам можливість дізнатися, що думають про життя, стиль, творчість та успіх відомі музиканти, художники, актори, моделі, журналісти. Також програма висвітлювала масштабні події в культурному житті України: українські «Сезони Моди», художні виставки тощо.
Розмова у програмі велася про тих, хто досягли успіху і визнання, про стилі їхнього життя, які є невід'ємною частиною не тільки іміджу політика, шоу-індустрії і модельного бізнесу, а й охоплює всі сфери діяльності сучасної людини. Творча група телепрограми «М-стиль» проводила дослідження, чому саме ці люди досягли Олімпу, в чому полягає потаємна таємниця їх успіху, як вироблявся їх індивідуальний почерк, стиль їхнього життя.
В об'єктиві «М-Стилю» побували музиканти груп «Океан Ельзи» і «ВВ», народні артистки України, співачки Ірина Білик, Наталя Могилевська, Таїсія Повалій та Ані Лорак, скрипалька-віртуоз Асія Ахат, художники Сергій Поярков, Олександр Клименко, баскетболіст Олександр Волков, олімпійська чемпіонка, гімнастка Стелла Захарова та багато інших.

#### «Nota Bene»
З 2002 по 2004 рік Рамус — авторка і ведуча телепроєкту «Nota Bene» (телеканал «ТЕТ»).
Концепція програми була заснована на портретних інтерв'ю Тетяни Рамус із відомими людьми і на освітленні масштабних культурних і спортивних подій в житті країни. В рамках програми, у співпраці з агентством REUTERS висвітлювалися останні новини зі світу шоу-бізнесу і світової кіноіндустрії. Крім того, Тетяна стала однією з перших жінок в Україні, яка проводила тест-драйви автомобільних новинок разом із зірками.
В рамках програми, на інтерв'ю у Рамус побували, зокрема, акторка Орнелла Муті, співачка Емма Шаплін, глава ювелірного дому Damiani — Даміано Даміані, спортсмени — футболіст Андрій Шевченко, чемпіон світу з боксу Віталій Кличко, олімпійський чемпіон, баскетболіст Олександр Волков, музиканти Валерій Меладзе, Дмитро Маліков, Ані Лорак.

#### «Особливий випадок»
Тетяна Рамус — авторка і ведуча проєкту «Особливий випадок» (2005, телеканал «Тоніс»)
Місія програми полягала в психологічній і іміджевій допомозі жінкам, які в житті зайшли в глухий кут. Спільно з командою професійних фахівців і психологів були реалізовані необхідні завдання щодо зміни психологічного та візуального стану героїнь. Завдяки виконаній роботі, після участі в програмі, багато жінок змогли радикально поліпшити своє життя.
Як гості — зіркові консультанти, у програмах також брали участь знамениті жінки України й Росії: олімпійська чемпіонка Лілія Подкопаєва, народна артистка Росії Надія Бабкіна та багато інших.
У рамках програми, для додаткової підтримки героїнь, Рамус проходила власний досвід перевтілення. Зокрема, в одному з експериментів, вживалася в образ Монро.

### «Зверни увагу з Тетяною Рамус!»
З 2008 до 2013 року Тетяна Рамус розвивала перший в Україні мультимедійний соціально-інформаційний проєкт «Зверни увагу з Тетяною Рамус!» (2008—2013, 5 канал / Інтер, радіо «Ера», журнал «Зверни увагу!», інтернет-портал www.ramus.ua).
Проєкт «Зверни увагу» в своїй діяльності об'єднав 4 основних медіа-напрямки: ТБ, радіо, щомісячний журнал та інтернет-портал.
Телебачення
Телепрограма «Зверни увагу!» виходила в ефір (5 канал / Інтер) щодня 6 разів на тиждень. Жанр — соціальна енциклопедія. Кожна програма не тільки підіймала найактуальніші питання в житті українства, а й давала конкретні інструкції щодо вирішення проблеми, а також містила поради найкращих експертів у галузі медицини, соціуму, політики, юриспруденції тощо.
Радіо
Радіопроєкт «Зверни увагу з Тетяною Рамус» (2009—2013, радіо «Ера») був продовженням телепроєкту і журналу «Зверни увагу з Тетяною Рамус». Програма почала свою роботу влітку 2009 року і була представлена в ефірі радіо «Ера» 6 раз на тиждень з 2009 по 2013 рік.
Журнал
Журнал «ЗВЕРНИ УВАГУ з Тетяною Рамус!» заснований в 2009 році.
Щомісячний тематичний путівник-довідник, помічник і консультант у будь-якій ситуації. Девізом видання став слоган — «Найкращі інструкції кожному українцю, перевірені часом і людьми!».
На сторінках журналу протягом багатьох років публікувалися інтерв'ю з найяскравішими, успішними і цікавими представниками сучасної України: першим Президентом України Леонідом Кравчуком, директором музейно-виставкового комплексу «Мистецький арсенал» Наталією Заболотною, народним депутатом України Русланом Богданом та ін.
«Зверни увагу на …»
У 2009 Тетяна Рамус презентувала авторський культурно-соціальний проєкт «Зверни увагу на …».
В акції взяли участь українські знаменитості зі світу політики, культури і спорту. Спільно з відомими художниками вони висловили своє ставлення до соціальних проблем за допомогою мистецтва. У створених картинах автори розкрили актуальні проблеми суспільства, на які вони хотіли б звернути загальну увагу.
Співачка Ірина Білик разом з художником Олександром Ройтбурдом створили твір — «Час, якого не вистачає на добрі справи!». Олег Скрипка з Владиславом Шерешевським написали картину «Сміття Скрізь!». Ірена Кільчицька і Оксана Мась презентували роботу «Усвідом цінності!». Стелла Захарова і Володимир Бовкун продемонстрували полотно «Любов поруч!». Окрему авторську роботу представила художниця Оксана Костянтиновська-Левченя — «Зверни увагу! Депутат — слуга народу!».
Інтернет-портал
Інтернет-портал www.ramus.ua був online-версією проєкту, на якому було викладена додаткова інформація. З використанням сайту фахівці давали оперативні відповіді на запитання читачів.

### ARTRAMUS

Лого ARTRAMUS

У 2012 Тетяна Рамус заснувала бренд ARTRAMUS, який об'єднав в собі сучасне мистецтво і високу моду. В цей час Рамус почала активно займатися живописом і пройшла навчання художній майстерності не тільки в Україні, але і в Нью-Йорку в освітньому центрі при музеї MOMA, в Італії — під керівництвом представників італійської художньої школи, а також в Греції і Великій Британії.
В рамках проєкту «Dresses» («Сукні») Тетяна Рамус створила серію картин в стилі fashion-ілюстрацій, а також лінію авторського одягу та аксесуарів за їх мотивами. Через образи видатних жінок, таких як Орнелла Муті, Жюльєт Бінош, Джина Девіс, опосередковано втілених на картинах, Рамус розмірковує над різноманітною природою жінок і їх втіленням. Силуети, текстури і колірні схеми моделей доповнюють і розвивають ідеї, відображені на полотнах. Центральним у проєкті є образ кішки, яка із спокійною грацією входить в світ Мистецтва.
У 2015 році, в Базелі (Швейцарія), Тетяна Рамус стала єдиним художником, який представив Україну на всесвітньо відомому ярмарку сучасного мистецтва Art Basel, де в павільйоні Barbarian Art Gallery (Цюрих), на майданчику SCOPE, була презентована серія робіт «Dresses» (полотна, написані олією, і дві скульптури — з кераміки і рідкого акрилу із застосуванням аерографії).
Того ж року Рамус трансформувала картини із серії «Dresses» в принти на тканині. Першою дизайнерською колекцією ARTRAMUS була колекція піжам.
За мотивами картин Рамус створювала скульптури, проводила арт-вечері і декорувала ресторанні простори шляхом перенесення образів своїх картин на різні і несподівані предмети.
Першим магазином одягу, який створив для ARTRAMUS окремий корнер в своєму просторі, став мультибрендовий магазин SANAHUNT. В 2015 році, в центрі Києва відкрився ARTRAMUS ART-CONCEPT SPACE.
В авторському просторі ARTRAMUS Тетяна Рамус проводить літературні вечори, в яких поєднує виконання власних поетичних творів з поезією популярних сучасних авторів. Також в ARTRAMUS регулярно відбуваються творчі зустрічі та тематичні вечори.
Бренд ARTRAMUS був представлений на Monaco Fashion Week, на Fashion Week в Дубаї, а також у show-rooms Європи і США.
У 2016 шведська фотомодель, акторка і телеведуча Вікторія Сільвстедт з'явилася в одязі бренду ARTRAMUS на сторінках журналу L'OFFICIEL Monaco.
У 2019 галерея ARTRAMUS увійшла в список офіційних локацій арт-фестивалю Kyiv Art Week. В межах програми події Тетяна Рамус презентувала у просторі ARTRAMUS першу персональну виставку робіт «CATS». Під час відкриття виставки відбулася лекція Миколи Палажченка — арт-дилера, куратора, арт-критика, мистецтвознавця й представника Art Basel в країнах СНД і Балтії.

### Академія дорослішання
Навесні 2015 розпочала роботу заснована Тетяною Рамус альтернативна освітня програма для підлітків — Академія дорослішання.
Тематика занять Академії різноманітна і викликана активним життям підлітків, а також їхніми повсякденними питаннями, зокрема такими як правила поведінки в соцмережах, особливості статевого дозрівання, правила етикету, природа і доречність використання мату, як навчитися дружити, як вибрати майбутню професію, «незручні» теми алкоголю і наркотиків. Лекції в Академії проводять лише авторитетні фахівці в кожній галузі знань.

## Громадська діяльність
Тетяна Рамус брала участь, організовувала різноманітні благодійні і соціальні проєкти, серед яких:
- соціальний проєкт «Зверни увагу на …» за участю провідних представників політичної і творчої еліти України[60][61][62]
- щорічна Національна премія «Людина року» (2005—2010)[63][64]
- благодійні марафони AVON проти раку молочної залози («Один день пішки заради життя») (2008—2011)[65][66][67]
- щорічні благодійні марафони «Пробіг під каштанами» (2009—2011)[68][69][70]
- Всеукраїнська премія «Жінка ІІІ тисячоліття» (2009)[71]
- Всеукраїнська премія «Диво-дитина» (2009)[72]

Брала участь:
- у журі Міжнародного дитячого фестивалю «Світ талантів»
- у благодійних акціях Клубу ділових жінок «Модус Вівенді».

## ARTRAMUS та Біла Стрічка Україна
У 2019 ARTRAMUS на чолі з Тетяною Рамус приєднались до міжнародного громадського руху щодо захисту жертв домашнього насильства — «Біла стрічка» («White Ribbon»).
Мета співпраці — об'єднання міжнародних та національних лідерів суспільної думки, експертів навколо концепції #ЗмінитиДопомогтиПопередити.
- Змінити на краще життя жінок, які стали жертвами домашнього насильства;
- Допомогти жінкам та дітям, постраждалим від домашнього насилля;
- Попередити явища домашнього насильства та гендерної нерівності.[76]

1 червня 2019 ARTRAMUS та White Ribbon Ukraine провели перший спільний тематичний семінар, приурочений до Міжнародного Дня захисту дітей.
У травні 2021 року Тетяна Рамус взяла участь із доповіддю на V Міжнародному відкритому GR-форумі в Стамбулі, де презентувала міжнародним партнерам діяльність «Білої стрічки Україна» та досвід організації щодо захисту прав постраждалих від домашнього насильства.
2021 року Фонд Тетяни Рамус став партнером першого в Україні мобільного додатку WhiteRibbonUA для протидії насильству. Розробка та запуск додатку відбулися за підтримки Фонду сприяння демократії Посольства США в Україні. Застосунок було презентовано з нагоди Міжнародного дня протидії насильству.
Також у листопаді 2021 року, у межах кампанії «16 днів протидії насильства», Тетяна Рамус разом з «Білою Стрічкою» реалізували соціально-інформаційний арт-проєкт «Це не гра», за підтримки Міністерства культури та інформаційної політики України. Додатково інформаційна арт-виставка була презентована у Верховній Раді України за участі парламентарів.

## Відзнаки
- перемога в конкурсі «Чорна перлина» в номінації «Найкраща модель-телеведуча в Україні» (2001)[86][87]
- звання «Справжній меценат» за допомогу дітям України з особливими потребами (2008, нагорода благодійної організації «Рідний Дім»);
- нагорода за професійні досягнення «Лідер України» (2009, Міжнародна іміджева програма «Лідери XXI століття»).
- нагорода «Міжнародний діяч» Фонду Маззолені (2017, «Award Fondazione Mazzoleni for international Artist», Італія, Венеція)[88]